# Molpide di Sparta
Molpide di Sparta (in greco antico: Μόλπις?; Sparta, ... – ...; fl. II-I secolo a.C.) è stato uno storico e antiquario greco antico vissuto probabilmente tra il II ed il I secolo a.C.

## Biografia
Di Molpide non possiamo dire nulla, se non che fosse di Sparta, come lo definisce Ateneo, unica fonte ad avercene conservato la menzione; inoltre, l'attenzione antiquaria dimostrata da questo storico lo ricondurrebbe alla temperie della fine del periodo ellenistico.

## Costituzione di Sparta
L'unica sua opera di cui abbiamo notizia è una Costituzione di Sparta (Λακεδαιμονίων πολιτεία). Ateneo ne ha trasmesso il titolo e 4 brevi frammenti, tutti relativi ai pranzi degli spartani.
Il primo frammento si incentra sullo spiegare un pranzo tipico spartano, composto da torta d'orzo, pagnotta di grano, carne, verdura cruda, brodo, fichi, noci e lupini 
Nel terzo frammento, il più ampio citato da Ateneo, Molpide si sofferma sull'usanza dello epaiklon nei banchetti, spiegandoː «Dopo il pasto, è sempre consuetudine che qualcuno provveda qualcosa, a volte anche più persone, un piatto (mattya) preparato nelle proprie case, e chiamato epaiklon. Nessuno ha l'abitudine di contribuire con tutto ciò che ha comprato con l'acquisto al mercato, poiché contribuiscono non a soddisfare il loro piacere o l'avidità dello stomaco, ma a dare prova della propria bilità nella caccia. Anche molti di loro che allevano greggi ne danno una parte generosa. E così il mattya può consistere di tortore, oche, tortore, tordi, merli, lepri, agnelli e capretti. I cuochi annunciano alla compagnia i nomi di coloro che portano qualcosa per l'occasione, affinché tutti si rendano conto della fatica spesa per la caccia e dello zelo manifestato per se stessi».